# Калчо Караиванов
Калчо Добрев Караиванов е български революционер, деец на ВДРО и борец за освобождение на Добруджа от румънска власт.

## Семейство
Роден е в с. Калипетрово, Силистренска област на 30 май 1883 г. Родителите му Добри Караиванов и Димитра Добрева са източно-православни християни. Завършва 3 прогимназиален клас в родното си село. През 1923 г. съпругата му Иванка идва в България. Нямат деца.

## Дейност
Участва в цялата Балканска война като взводен подофицер в 6-а рота на 31-ви пехотен полк. Ранен е на 3 места в сражението при Караагач.
През 1913 г. родното му село е превзето от румънците, които тормозят българите и Калчо след завръщането си от фронта търси начин да помогне на България. Става таен агент на българското посолство, за да излезе наяве истината за положението на българите в Добруджа. Таен агент е бил 3 години. През 1916 г. избягва в България, постъпва като доброволец в 5-и пехотен полк и взима участие в битката за Тутракан като фелдфебел. През 1918 г. полкът му се бие на южния фронт. След капитулацията е пленен, после избягва и се връща в България.
Посещава родното си място, румънците го залавят и го хвърлят в затвора Жилава, където лежи 7 месеца. На път за съда в Кюстенджа избягва и се връща в България. Става член на добруджанската организация и ВДРО. Става ръководител на бойна група. Преминава много пъти въоръжен през границата със задачи от 1919 г. до 1923 г.
В нота на румънското посолство до България от 31 октомври 1921 г. се твърди, че в Исперих е сформирана чета от 100 души от запасни воини от българската армия, предвождана от Петър Енчев и Калчо Добрев, която е започнала да действа на 31 май 1922 г. Силистренският префект Ташку Пучеря информира своето правителство, че в района на неговата префектура действат 2 чети, едната от 24 души с район на действие Тутракан – Силистра и с водачи Калчо Добрев (пребиваващ в Русе) и Петър Енчев.
Калчо Добрев влиза в сражения с въоръжени румънски банди и жандармерия. Участва в сраженията при Еникьой, Балтаджени, с. Панджаклий, местността Дуана, Малка Кайнарджа и др. След заболяване предава командването на групата си от 40 души на Слави Алексиев и Стефан Боздуганов.
До 1930 г. работи в Захарната фабрика в Русе. През същата 1930 г. е оземлен и се премества в с. Ястребово.
За заслугите му към България е представен за награда с орден през 1943 г.

## Смърт
Калчо Добрев е задържан и убит заедно с много други русенски добруджански дейци от комунистите вечерта на 30 септември 1944 г. при масовия разстрел в Русе. Осъден е посмъртно от 3-ти състав на Русенския народен съд в Силистра. Присъдата е смърт с конфискация на имуществото.